# Clarksville (Misuri)
Clarksville es una ciudad ubicada en el condado de Pike en el estado estadounidense de Misuri. En el Censo de 2010 tenía una población de 442 habitantes y una densidad poblacional de 207,11 personas por km².

## Geografía
Clarksville se encuentra ubicada en las coordenadas 39°22′14″N 90°54′17″O / 39.37056, -90.90472. Según la Oficina del Censo de los Estados Unidos, Clarksville tiene una superficie total de 2.13 km², de la cual 1.2 km² corresponden a tierra firme y (43.69%) 0.93 km² es agua.

## Demografía
Según el censo de 2010, había 442 personas residiendo en Clarksville. La densidad de población era de 207,11 hab./km². De los 442 habitantes, Clarksville estaba compuesto por el 89.37% blancos, el 7.24% eran afroamericanos, el 0% eran amerindios, el 0% eran asiáticos, el 0% eran isleños del Pacífico, el 2.04% eran de otras razas y el 1.36% pertenecían a dos o más razas. Del total de la población el 2.94% eran hispanos o latinos de cualquier raza.